# Massimiliano Neri (allenatore)
Massimiliano Neri (Rimini, 16 aprile 1969) è un allenatore di calcio a 5 ed ex giocatore di calcio a 5 italiano.

## Carriera
Figlio del calciatore Marcello Neri, gioca a calcio fino a vincere nel 1995 il Campionato Italiano Universitario con la maglia del Cus Ancona.
In seguito scopre il calcio a 5, sport che lo vedrà protagonista di diversi campionato tra Serie B e Serie C fino alla A2 con la Polisportiva Giampaoli nel campionato 1999-2000.
Conseguito il patentino prosegue la carriera da allenatore giocatore nell'Aurora Milano. Gli ultimi anni in mezzo al campo sono nel Leopardi Falconara che di lì a poco diventerà Città di Falconara. Nel 2016 passa dalla guida della sezione maschile in C1 alla squadra femminile in Serie A che porterà a vincere, tra il 2021 e il 2022, uno Scudetto, 2 Coppe Italia, 2 Supercoppe Italiane e l'European Woman’s Futsal Tornament. Nel 2021 vince la Panchina d'Oro e il Premio 5TAR come miglior allenatore nel futsal femminile.

## Palmarès

### Club

#### Competizioni nazionali
- Campionato italiano: 1

Città di Falconara: 2021-22
- Coppa Italia: 2

Città di Falconara: 2020-2021, 2021-2022
- Supercoppa Italiana: 2

Città di Falconara: 2021, 2022

#### Competizioni internazionali
- European Women's Futsal Tournament: 1

Città di Falconara: 2022

### Individuale
- Panchina d'oro calcio a 5: 2

2020-2021, 2021-2022
- Futsal Awards: 1

Miglior allenatore di squadre femminili: 2022
- Premio Top5 PMG Sport Futsal come miglior allenatore della Serie A: 1

2020-2021
- Premio 5TAR Futsal come miglior allenatore della Serie A: 1

2021-2022